# Takaná
Una takaná (en hebreo: תקנה, también tecana, taqqanah o takkanah; plural: takanot, taqqanot o takkanot) es una legislación en una comunidad judía. Podía ser promulgada por uno o varios eruditos legales, una comunidad en su conjunto o un tribunal. El término deriva de la raíz hebrea "taqqana" (establecer, mejorar).

## Historia
Desde tiempos muy tempranos, en la época talmúdica, se conocían estas legislaciones, que luego se proyectaron también a los primeros tiempos de la historia judía, de modo que la tradición contiene legislaciones de Moisés, los reyes de Israel o los profetas. Sin embargo, esta tradición continuó más allá. Durante la Alta Edad Media, se establecieron una serie de nuevas comunidades en el ámbito del judaísmo zarfático (Francia) y asquenazí (Alemania), que utilizaron las takanot para adaptarse a su nuevo entorno. Este instrumento era muy común en estas comunidades.

## Origen
El motivo para promulgar una takaná era generalmente un cambio económico o social que planteaba un nuevo problema legal que hasta entonces no había sido abordado por la ley judía. La justificación para una takaná siempre estaba vinculada a la tradición bíblica. En la medida en que afectaba a disposiciones del Derecho civil o penal, también podía desviarse del derecho existente. La condición era que la nueva disposición se fijara por escrito y que las autoridades reconocidas la firmaran posteriormente. A menudo, estas legislaciones eran legitimadas por las comunidades, a veces incluso por decisiones mayoritarias, mientras que anteriormente se requería el consentimiento de todos. Esto fortalecía la autoridad de la comunidad y de sus líderes elegidos frente a los intereses individuales. Formalmente, una takaná se promulgaba en una ceremonia religiosa, en la que su contenido era leído en la sinagoga frente al hejal abierto por una persona destacada de la comunidad, y la comunidad lo aprobaba por aclamación. Los detalles al respecto no son muy bien conocidos.

## Contenido
Las takanot podían promulgarse en todas las áreas, incluyendo el derecho civil o penal, disposiciones religiosas y morales, cuestiones sociales, educativas o contribuciones económicas. Además de su contenido normativo, una takaná siempre incluía una amenaza de excomunión en caso de incumplimiento. Si se imponía la excomunión a una persona por violar una takaná, esto también se hacía en formas ceremoniales establecidas. En contenido, tal excomunión consistía en la exclusión completa del afectado de la comunidad.

## Transmisión
Hoy en día, las takanot se transmiten generalmente a través de copias. Del período medieval en Europa occidental, solo se conserva un documento original de takaná de 1313, que ha sobrevivido en su uso secundario como encuadernación de un manuscrito de Majzor. Proviene de Reillanne, en la Provenza, y contiene 20 takanot. El documento se conserva en la Biblioteca Nacional de Francia en París.

## Ejemplos
- Taqqanot agunot: Disposiciones relativas a la esposa abandonada.
- Taqqanot del rabino Gerschom ben Jehuda contra la poligamia.
- Taqqanot Qehillot Šum: colección de Taqqanot de las "ciudades SchUM" de Speyer, Worms y Maguncia.
- Ordenamiento de las aljamas hebreas de Castilla, por los judíos de la Corona de Castilla en 1432.